# Karnit Flug
Pour les articles homonymes, voir Flug.
 (août 2017).
- Si vous ne connaissez pas le sujet, laissez ce bandeau (vous pouvez alors contacter les auteurs).
- Si vous supprimez le contenu mis en cause (vous pouvez préalablement contacter les auteurs),

argumentez précisément cette suppression dans la page de discussion
(un manque de référence n'est pas un argument ; une recherche réelle de référence doit avoir été effectuée, être formellement documentée).
 (août 2017).
Si vous disposez d'ouvrages ou d'articles de référence ou si vous connaissez des sites web de qualité traitant du thème abordé ici, merci de compléter l'article en donnant les références utiles à sa vérifiabilité et en les liant à la section « Notes et références ».
Karnit Flug (née en Pologne le 9 janvier 1955) est la neuvième gouverneur de la Banque d’Israël. Elle succède à Stanley Fischer, au terme de quatre mois de tergiversations à la tête du gouvernement israélien.
Economiste reconnue en Israël, Karnit Flug a effectué un passage au FMI de 1984 à 1988, et a rejoint la Banque d'Israël en 2001. 
Karnit Flug est diplômée de l’Université hébraïque de Jérusalem et de l'Université Columbia de New York.